# 興学社高等学院
興学社高等学院（こうがくしゃこうとうがくいん）は、千葉県松戸市にある通信制高校の技能教育施設。2006年設立。連携先の通信制高校は星槎国際高等学校。運営法人は、株式会社興学社学園

## 概要
独自の解釈と研究で行っているSST（ソーシャルスキル・トレーニング）の授業は関係者からの評価が高い。不登校児や発達障害、学習障害等をもつ生徒の受け入れも積極的に行っている。さらには、統合失調症や気分障害などの精神疾患や緘黙などの症状をもった生徒の受け入れも行っている。理事長は池田晃。

## 学科
通信制課程 (技能連携校)
- 普通科
- 特進科
- リベラルアーツ科

## 特色
- 不登校傾向の生徒でも通いやすいように、授業開始時間は10:00。
- 教科学習は、基礎から個人別・習熟度別に指導。
- SST (ソーシャルスキル・トレーニング) の授業では、自己認知スキル、コミュニケーションスキル、社会的行動の3点を重点的に指導。
- パソコンの授業では、ロールプレイングゲーム作成、HTML、Excel、Wordなど多彩。
- ダンス、コーラス、ハンドベル、鉄道研究など、通常の高校ではやらないような授業も多い。

## 沿革
- 2005年（平成17年） - 興学社高等学院　設置委員会　発足
- 2006年（平成18年） - 千葉県教育委員会より技能教育施設の指定を受ける
- 2007年（平成19年） - 開校
- 2024年（令和6年）　- 新越谷校　開校

## 交通アクセス
- JR常磐線・武蔵野線新松戸駅から徒歩約3分（経路案内）